# 아메리카흰사다새
아메리카흰사다새(American white pelican)는 사다새목에 속하는 대형 수생 날아다니는 새이다. 북아메리카 내륙에서 번식하며 겨울에 남쪽으로 이동하여 코스타리카까지 해안으로 이동한다.

## 묘사

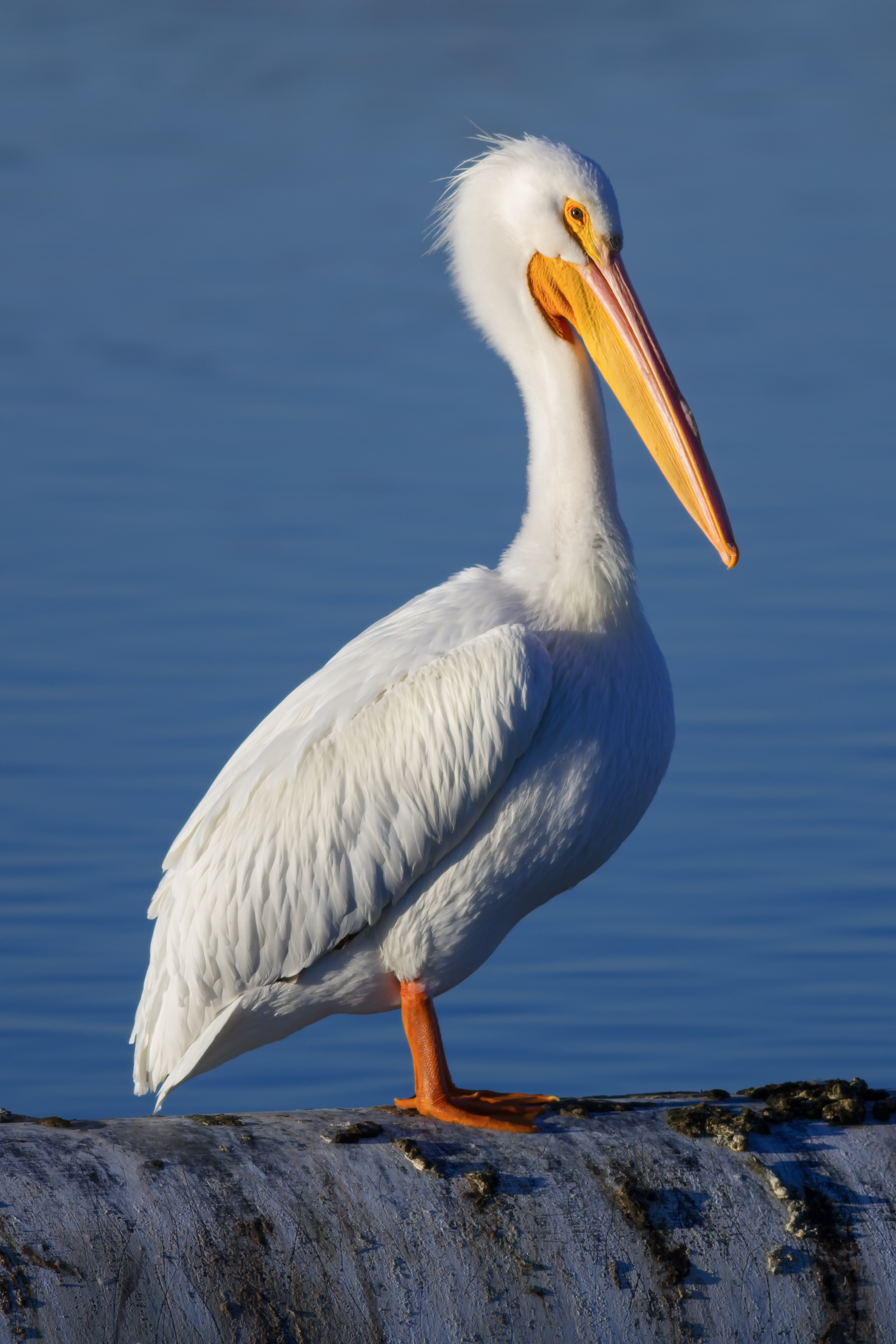
캘리포니아주 마린군의 성체 비번식자들은 "뿔"과 더 칙칙한 맨살 부위가 부족하다는 점에 주목한다.

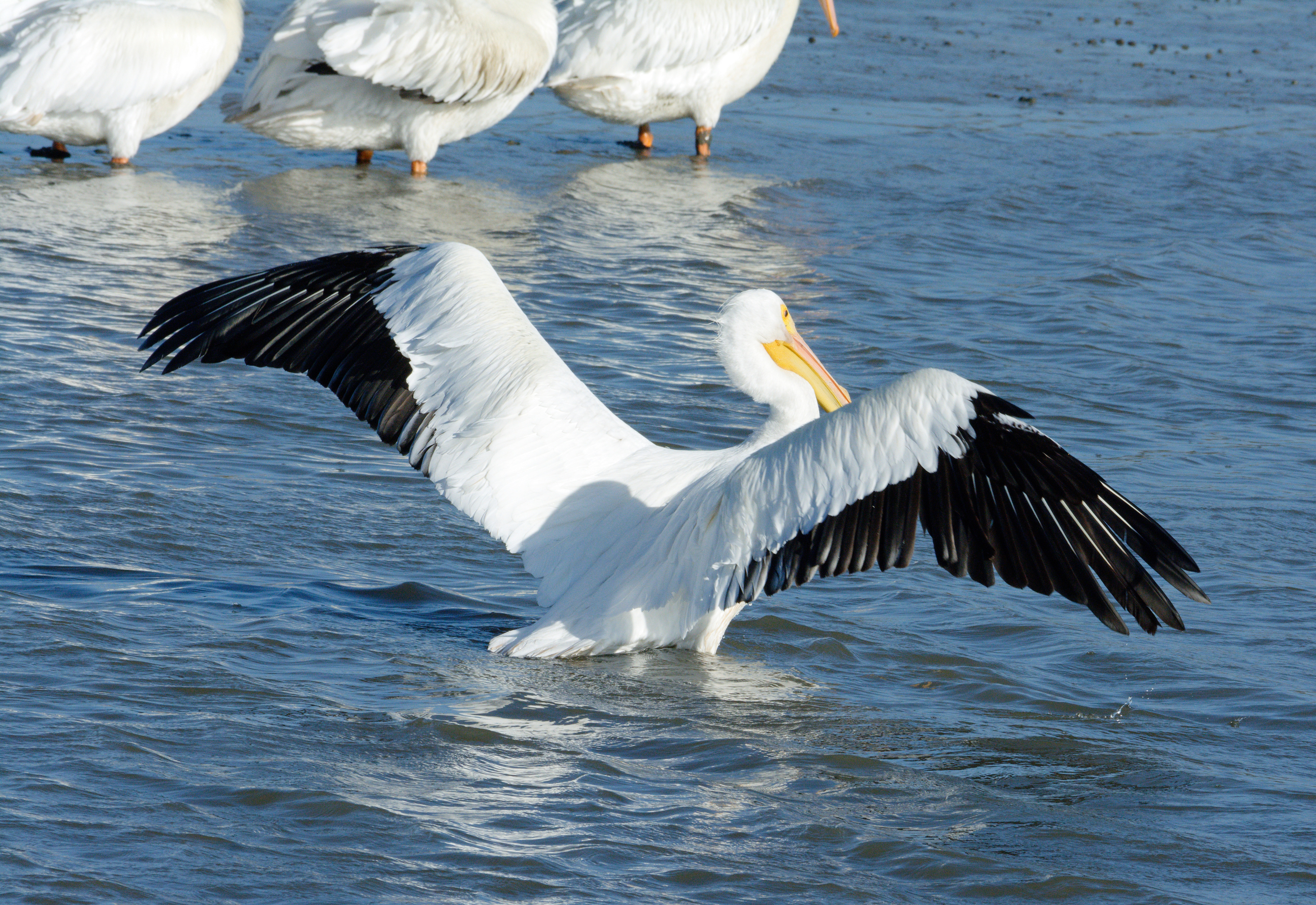
날개를 펴고 검은색 날개깃을 보여준 아메리카흰사다새

아메리카흰사다새는 북아메리카에 서식하는 가장 긴 새 중 하나로 전체 길이가 비슷한 나팔고니와 경쟁한다. 매우 크고 통통한 이 새의 전체 길이는 약 130~180cm이며, 수컷의 부리는 290~390mm, 암컷의 부리는 260~360mm에 달하고, 날개 길이는 약 240~300cm이다. 이 종은 또한 북미 새 중 캘리포니아콘도르 다음으로 평균 날개 길이가 두 번째로 크다. 이 큰 날개 길이 덕분에 새는 이동을 위해 치솟는 비행을 쉽게 사용할 수 있다. 몸무게는 3.5~13.6kg 사이이지만 일반적으로 이 새들의 평균 몸무게는 5.0~9.1kg이다. 평균 체질량이 7.0kg인 것으로 보고되었다.  또 다른 연구에 따르면 평균 체중은 남성 11명이 평균 6.34kg, 여성 6명이 평균 4.97kg으로 예상보다 다소 낮은 것으로 나타났다. 표준 측정 중 날개 코드는 51~68cm, 족부 길이는 9.9~13.7cm이다. 깃털은 비행 중을 제외하고는 거의 보이지 않는 검은색 1차 및 2차 날개깃을 제외하고는 거의 완전히 밝은 흰색이다. 이른 봄부터 늦여름 중반에 번식이 끝날 때까지 가슴 깃털은 노란색을 띠는 색을 띠게 띈다. 일식 깃털로 털갈이된 후 위쪽 머리는 종종 회색빛을 띠며, 검은색 깃털은 작고 약간 흰색 문장 사이에서 자란다.
부리는 윗부분이 크고 납작하며 아래에는 큰 목구멍 주머니가 있으며, 번식기에는 눈과 발 주변의 맨살과 마찬가지로 선명한 주황색을 띠고 있다. 홍채 색은 밝은 흰색에서 헤이즐, 청회색에 이르기까지 연령과 계절에 따라 달라진다. 번식기에는 암수 모두 부리 끝 뒤에 있는 윗부분에 옆으로 납작한 각질성 "뿔"이 자란다. 사다새 8종 중 유일하게 부리 "뿔"을 가지고 있다. 뿔은 새들이 짝짓기를 하고 알을 낳은 후에 벗겨진다. 번식기가 지나면 맨살 부분의 색이 더 칙칙해지고 얼굴 피부는 노란색으로 변하며 부리, 주머니, 발은 분홍색 주황색으로 칙칙해진다.
크기 차이를 제외하고는 수컷과 암컷이 똑같이 생겼다. 미성숙한 새는 밝은 회색 깃털과 짙은 갈색의 목덜미와 날개깃을 가지고 있다. 맨몸은 칙칙한 회색이다. 병아리는 처음에 알몸이 된 후 깃털 전체가 하얗게 자란 후 미성숙한 깃털로 털갈이된다.

## 분포 및 생태학

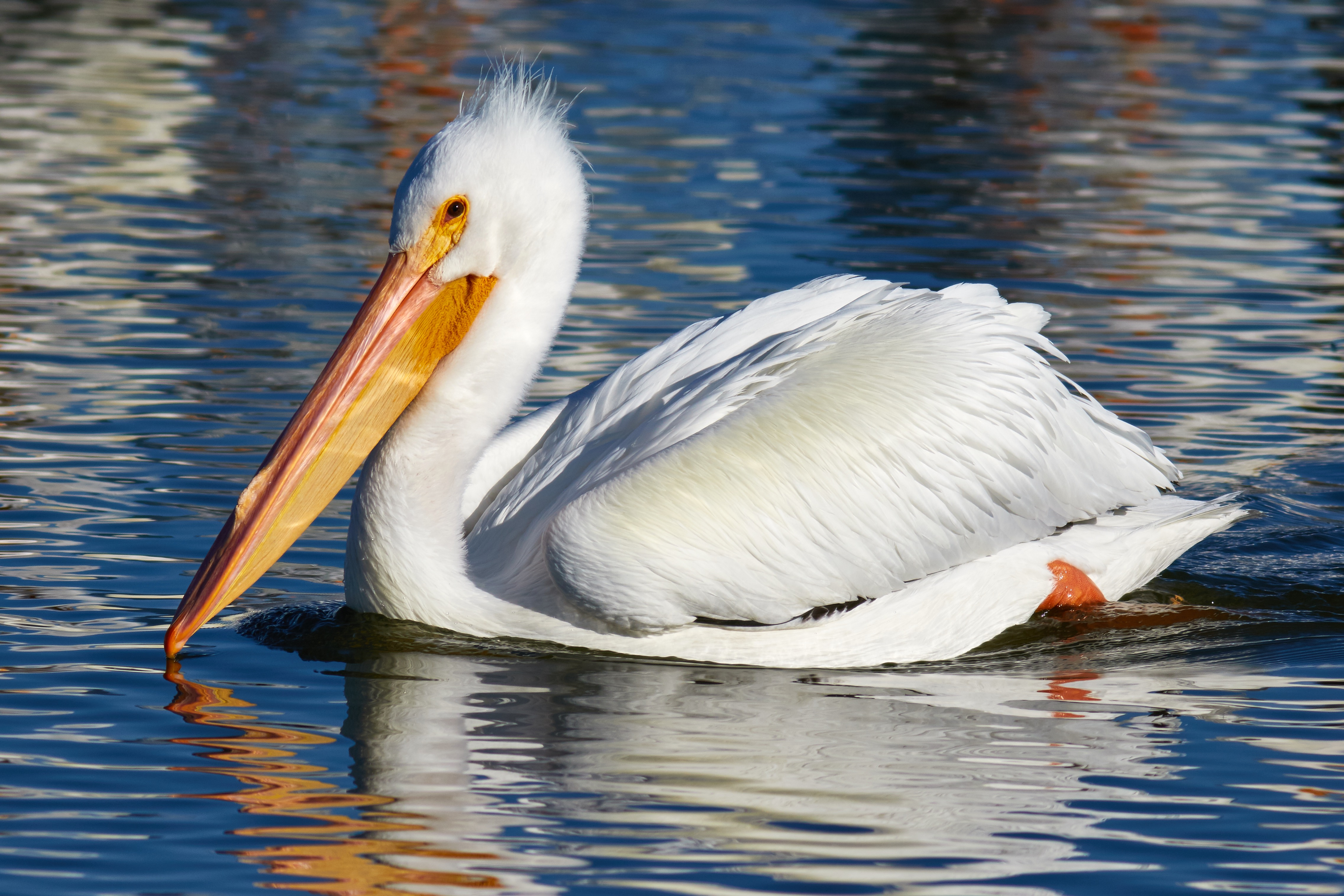
캘리포니아주에서 번식하지 않고 겨울을 나는 성체 아메리카흰사다새

아메리카흰사다새는 북아메리카 내륙의 외딴 기수와 민물에 있는 섬에 수백 쌍의 식민지를 형성한다. 가장 북쪽에 둥지를 튼 식민지는 앨버타주 피츠제럴드 요새와 노스웨스트 준주 포트스미스 사이의 슬레이브강 급류에 있는 섬에서 찾을 수 있다. 2015년부터 워싱턴주의 유슬러스베이에 있는 새 보호구역을 방문하는 여러 그룹이 있다. 인구의 약 10~20%가 그레이트베이슨의 그레이트솔트호에 있는 건니슨섬을 보금자리로 사용한다. 가장 남쪽에 있는 식민지는 온타리오주 남동부와 네바다주 서부에 있다.
캘리포니아주 중부와 플로리다주에서 남쪽으로 코스타리카에 이르는 태평양과 멕시코만 연안, 그리고 적어도 미네소타주 세인트폴까지 북쪽으로 미시시피강을 따라 겨울을 난다. 겨울철에는 하구, 만, 호수를 선호하는 탁 트인 해안에서 거의 발견되지 않다. 사막과 산을 가로지르지만 이동 시에는 탁 트인 바다를 피한다. 하지만 허리케인에 의해 항로를 벗어난 새들은 카리브해에서 종종 목격되었다. 콜롬비아 영토에서는 1997년 2월 22일, 산안드레스섬에서 1996년 11월, 인근을 통과한 허리케인 마르코에 휩쓸렸을 가능성이 있는 새들이 처음 기록되었다. 그 이후로 콜롬비아 본토의 칼라마르에서 이 종과 관련이 있을 가능성이 높은 몇 가지 관찰 결과도 있었다.
야생 아메리카흰사다새는 16년 이상 살 수 있다. 사육 상태에서 기록적인 수명은 34년 이상이다.

### 번식
위에서 언급했듯이 이들은 한 곳당 최대 10,000쌍의 번식지를 가진 식민지 사육자이다. 새들은 3월 또는 4월에 번식지에 도착하며, 4월 초에서 6월 초 사이에 둥지를 틀기 시작한다. 번식기에는 수컷과 암컷 모두 큰 부리 윗부분에 뚜렷한 돌기가 생긴다. 이러한 눈에 띄는 성장은 번식기가 끝날 때까지 사라진다.
둥지는 땅에 긁힌 얕은 함몰부로 나뭇가지, 막대기, 갈대 또는 이와 유사한 잔해가 모여 있다. 약 일주일간의 구애와 둥지 짓기를 마친 암컷은 보통 두세 개의 알을 낳는데, 때로는 한 개만 낳기도 하고 때로는 최대 여섯 개까지 낳는다.
두 부모 모두 약 한 달 동안 인큐베이팅한다. 암컷은 부화 후 3~4주 후에 둥지를 떠나는데, 이 시점에서 둥지당 보통 한 마리만 살아남는다. 다음 달에는 크레슈 또는 "꼬투리"에서 보내며 미성숙한 깃털로 녹아내리고 결국 비행을 배운다. 도망친 후 부모는 늦여름이나 초가을에 친밀한 가족 관계가 분리되고 새들이 겨울로 이동할 때를 대비하여 풍부한 먹이 장소에서 더 큰 무리로 모일 때까지 약 3주 더 자손을 돌본다. 9월이나 10월까지 남쪽으로 이동한다.